# Elvira: The Arcade Game
Elvira: The Arcade Game è un videogioco a piattaforme pubblicato nel 1991 per Amiga, Atari ST, Commodore 64 e MS-DOS dalla Flair Software. Ha per protagonista il personaggio televisivo e cinematografico Elvira, una provocante strega originariamente interpretata da Cassandra Peterson.
È il secondo gioco su Elvira, dopo Elvira: Mistress of the Dark e prima di Elvira II, ma non è collegato agli altri; si distingue per essere di pura azione, come dice il sottotitolo, ed è anche l'unico dei tre dove Elvira è il personaggio giocabile.

## Trama
La premessa è descritta nel manuale, inoltre le versioni Amiga/ST/DOS hanno un'introduzione animata, in parte con brevi riprese digitalizzate. Elvira viene svegliata nella propria casa stravagante dall'apparizione di un fantasma che dice di essere un suo antenato e antico re di Transilvania. Elvira potrà ereditare il castello e il titolo del re se dimostra il proprio valore affrontando un mondo di ghiaccio, un mondo di fuoco e infine il castello stesso. In gioco, servendosi di arti magiche, Elvira attraversa i tre luoghi, popolati da creature ostili e pericoli, fino a raggiungere il re.

## Modalità di gioco
Si controlla Elvira dentro scenari intricati bidimensionali, con vista di lato e scorrimento multidirezionale parallattico. Elvira, mostrata con il consueto abito nero discinto e tacchi alti, può camminare a destra e sinistra sulle piattaforme, alcune anche inclinate, saltare, accovacciarsi, e sparare con armi da lancio con traiettorie curve.
Si combattono diversi tipi di creature fantastiche, di terra o volanti, e si devono evitare pericoli dello scenario come lava o fiamme. Elvira ha una barra dell'energia vitale e più vite.
Ci sono tre livelli, ognuno esteso in superficie e nel sottosuolo; a inizio partita il giocatore può scegliere se affrontare prima il mondo di fuoco o quello di ghiaccio, se lo completa passa ad affrontare l'altro e infine il mondo del castello.
I livelli non sono lineari e si possono seguire vari percorsi. Ci sono rompicapo da risolvere, non molto complessi, ad esempio trovare le chiavi per aprire determinati passaggi.
Ci sono tre tipi di armi ordinarie, che è possibile trovare e raccogliere sullo scenario, esse sono in ordine di danno: pugnale (l'arma di partenza), stella e torcia. Ciascuna è aumentabile di potenza se viene raccolta più volte, ma se si raccoglie un tipo diverso la precedente viene sostituita e si riparte dalla potenza base.
Si possono inoltre raccogliere incantesimi, che poi il giocatore può selezionare e lanciare tramite la tastiera. Ognuno è monouso e alcuni sono temporanei. Secondo il manuale gli incantesimi possibili sono: immunità ai nemici, al fuoco o alle cadute, vita ed energia extra, passaggio di livello, attivazione dei teletrasporti del livello, e tre tipi di armi speciali.
Altri power-up da raccogliere sono ricariche di energia, bonus di punti, e le pietre runiche cumulabili.
In ogni livello si può trovare il mago mercante, che dà la possibilità di scambiare gli incantesimi posseduti con altri. Nelle versioni Amiga/ST/DOS il mercante vende anche informazioni testuali, più o meno utili a completare il gioco, in cambio delle suddette rune. Sul Commodore 64 le rune invece servono per vincere vite, raccogliendone un certo numero per livello.
Sono impostabili tre livelli di difficoltà generale. Sono supportate diverse lingue per l'interfaccia, variabili a seconda della versione; la presenza di testo nel gioco comunque è rara.

## Accoglienza
Elvira: The Arcade Game di solito fu apprezzato dalla critica europea, soprattutto nella versione Amiga che ricevette anche alcuni voti vicini al 90%, e a seguire nelle versioni molto simili per Atari ST e MS-DOS. La media è un po' più bassa per la versione Commodore 64 che, pur arrivando fino a ricevere un 86% da Zzap!, ebbe anche giudizi negativi da alcune riviste.